# Distretto di Bethioua
Il distretto di Bethioua è un distretto della provincia di Orano, in Algeria.

## Comuni
Il distretto di Bethioua comprende 3 comuni:
- Aïn El Bia
- Bethioua
- Marsat El Hadjadj